# Arnd Wittig
Arnd Wittig (* 13. Oktober 1921 in Großbauchlitz bei Döbeln, Sachsen; † 7. Juni 1999 in Schwedt/Oder) war ein deutscher Bildhauer

## Leben
Wittig absolvierte von 1936 bis 1939 eine Lehre als Handlungsgehilfe. In dieser Zeit nahm er in Dresden ersten bildkünstlerischen Unterricht bei Ewald Schönberg. 1939 wurde er zur Wehrmacht eingezogen, und er nahm als Soldat der Wehrmacht am Zweiten Weltkrieg teil. Bei Kriegsende war er kurzzeitig in Gefangenschaft. Von 1945 bis 1947 machte er eine Lehre als Steinbildhauer. Danach studierte er in Dresden bis 1951 Plastik bei Eugen Hoffmann an der Hochschule für Bildende Künste. Als sein Lehrer im „Formalismusstreit“ diskreditiert wurde und keine Schüler mehr annehmen durfte, verließ Wittig die Hochschule und arbeitete ab 1952 als freischaffender Bildhauer, bis 1967 in Dresden und danach in Frankfurt (Oder). 1971 zog Wittig nach Schwedt um. Ab 1970 war er Dozent an der Kunsthochschule Berlin-Weißensee und dann von 1979 bis 1986 Professor an der Hochschule für Bildende Künste Dresden. Zu seinen Schülerinnen und Schülern gehörten u. a. Emerita Pansowowá und Werner Löwe.
Wittig war bis 1990 Mitglied des Verbands Bildender Künstler der DDR.

## Ehrungen (Auswahl)

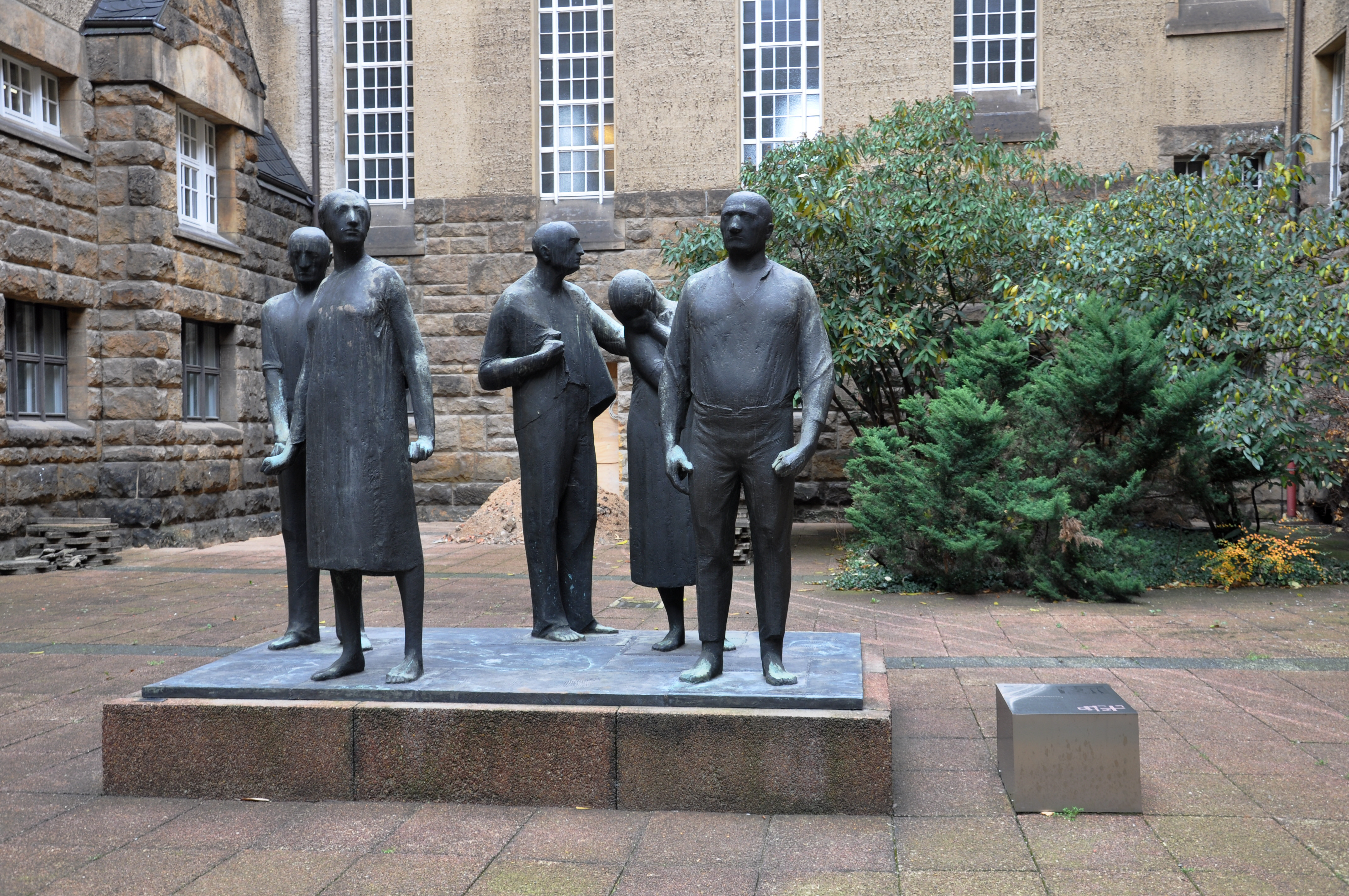
„Widerstandskämpfer“ Gedenkstätte Münchner Platz Dresden

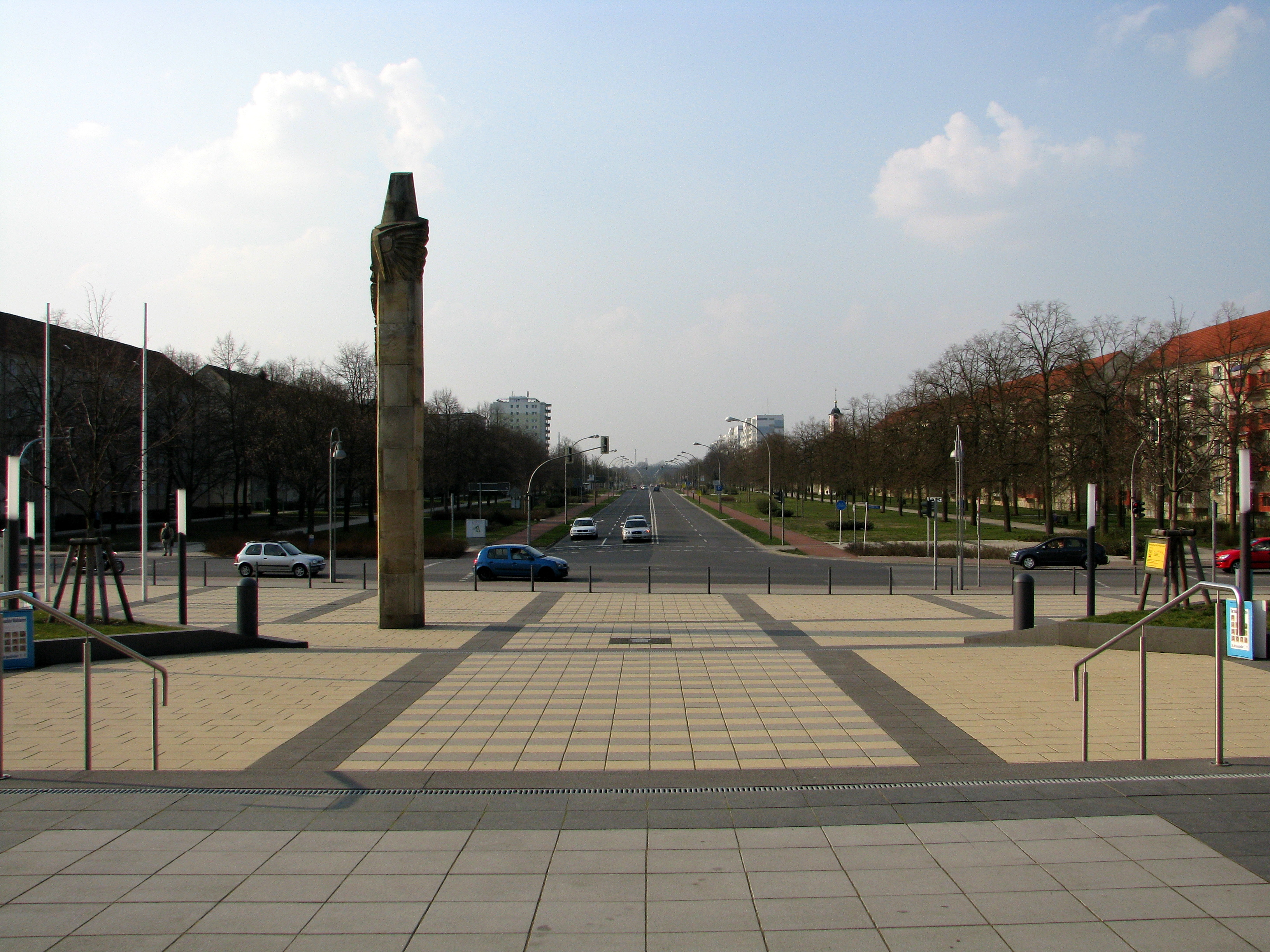
Stele „Kraft der sozialistischen Kultur“ in Schwedt

- 1963: Nexö-Kunstpreis der Stadt Dresden,
- 1969: Kleist-Kunstpreis des Rates des Bezirks Frankfurt/Oder
- 1972: Nationalpreis der DDR III. Klasse und Kavalierskreuz des Ordens der Wiedergeburt Polens
- 1981: Vaterländischer Verdienstorden in Bronze

## Werke (Auswahl)

### Werke im öffentlichen Raum (Auswahl)
- 1950: Relief am Sockel der Justitia zusammen mit dem Bildhauer Wilhelm Landgraf in der Eingangshalle der Gedenkstätte Münchner Platz Dresden.
- 1962: „Widerstandskämpfer“ (Bronzeplastik, Gedenkstätte Münchner Platz Dresden)
- „Denkmal des polnischen Soldaten und deutschen Antifaschisten“ (Mitwirkung am Entwurf, bis 1972; Berlin, Volkspark Friedrichshain)
- 1984: Stele „Kraft der sozialistischen Kultur“ vor den Uckermärkischen Bühnen in Schwedt
- 1986: Denkmal „Antifaschistischer Widerstand“ in Frankfurt (Oder)

### Skulpturen (Auswahl)
- Stehender männlicher Akt (Bronze, um 1966)[1]
- Stehende (Gips, getönt, 1966)[2]
- Kugelstoßerin (Bronze, 1966/1967)[3]
- Müttergruppe (Dreifigurengruppe, Bronze, 1969; Museum Junge Kunst Frankfurt/Oder)[4]

## Teilnahme an zentralen und wichtigen regionalen Ausstellungen in der DDR
- 1951: Berlin („Internationale Kunstausstellung“ zu den 3. Weltfestspielen der Jugend und Studenten)
- 1967/1968, 1972/1973 und 1987/1988: Dresden, Deutsche Kunstausstellung bzw. Kunstausstellungen der DDR
- 1969, 1976, 1979 und 1985; Frankfurt/Oder, Bezirkskunstausstellungen
- 1969: Leipzig („Kunst und Sport“)
- 1970: Berlin, Altes Museum („Auferstanden aus Ruinen. Druckgraphik und Zeichnungen 1945–1970“)
- 1971: Berlin, Altes Museum („Das Antlitz der Arbeiterklasse in der bildenden Kunst der DDR“)
- 1975: Wanderausstellung „Kleinplastik und Grafik“
- 1979: Berlin, Altes Museum („Weggefährden – Zeitgenossen. Bildende Kunst aus 3 Jahrzehnten “)
- 1979: Berlin, Altes Museum („Jugend in der Kunst“)